# Kayunga
Kayunga – miasto w Ugandzie, stolica dystryktu Kayunga.